# Belagerung von Ceuta (1419)
Die Belagerung von Ceuta von 1419 – nach Edward McMurdo fand eine erste Belagerung bereits 1418 statt – wurde ausgetragen zwischen den Belagerungstruppen des merinidischen Sultans von Marokko, Abu Said Uthman III., unterstützt vom Emirat von Granada, und den Truppen Portugals in Ceuta unter dem Befehl von Pedro de Menezes.

## Belagerung
Die Eroberung der auf dem afrikanischen Festland liegenden Stadt Ceuta durch die Portugiesen im Jahr 1415 war wegen ihrer strategisch bedeutsamen Lage ein schwerer Verlust für die Meriniden. Deshalb  sammelte der Sultan im Jahr 1419 eine Armee und belagerte die Stadt. Das Emirat von Granada unterstützte ihn, da es seine Verbindung zu Nordafrika gefährdet sah. Die Belagerung musste zwischenzeitlich unterbrochen werden, um Verluste zu ersetzen und die Streitmacht zu vergrößern. Die in Bedrängnis geratenen Portugiesen in der Stadt baten Johann I. von Portugal, die Belagerung zu sprengen, worauf dieser zur Entlastung Ceutas eine Flotte unter dem Befehl seiner beiden Söhne Heinrich dem Seefahrer und Johann von Portugal sammelte.
Noch bevor die Entsatzflotte eintraf, führte der Oberbefehlshaber von Ceuta, Pedro de Menezes, seine Truppen aus der Stadt gegen die Meriniden und konnte die Belagerung brechen. Die später eingetroffene Flotte Heinrichs verhinderte weitere Belagerungsversuche.

## Folgen
Weil man dem Sultan die Schuld für den Verlust von Ceuta gab, wurde er in einem Staatsstreich 1420 in Fès ermordet. Daraufhin brachen in Marokko Streitigkeiten um den Thron aus und stürzten das Land in Chaos. Abu Said Uthmans Sohn Abdalhaqq II. wurde von den Wattasidenwesiren im Alter von nur einem Jahr als Sultan eingesetzt. Er war der letzte Herrscher der Meriniden-Dynastie. Die politische Krise der Meriniden entlastete Ceuta und die Portugiesen in den folgenden Jahren.

## Bibliografie
- Edward McMurdo: The History of Portugal. Volume II. From the Reign of D. Diniz to the Reign of D. Alfonso V. Sampson Low, Marston, Searle, & Rivington Ltd., London 1889, LCCN 04-025170 (englisch).
- Heinrich Schäfer: Geschichte von Portugal. Vom Erlöschen der echten burgundischen Linie bis zum Schlusse des Mittelalters. Band 2, F. Perthes, Hamburg 1839, OCLC 718048498
- Charles-André Julien: Histoire de l'Afrique du Nord. Des origines à 1830. (Bibliothèque historique) Payot, Paris 1994, ISBN 978-2-228-88789-2 (französisch)